# Pierre Bouchard
Pierre Bouchard, född 20 februari 1948 i Longueuil, Québec, är en kanadensisk före detta professionell ishockeyspelare. Han har vunnit 5 Stanley Cup i karriären.
Pierre är son till den före detta ishockeyspelaren Émile Bouchard (1919-2012).